# Wacław Morys
Wacław Morys (ur. 19 sierpnia 1923, zm. 30 lipca 2006) – szopkarz krakowski, z zawodu kolejarz. Wielokrotny uczestnik konkursu szopek krakowskich (lata 1946–1971). Laureat pierwszej nagrody w roku 1950, 1952, 1953, 1961, 1963, 1964, 1965, 1966. Jego dzieła znajdują się w kolekcji Muzeum Historycznego Miasta Krakowa i były prezentowane na wielu wystawach w kraju i za granicą.